# Сибірський кутозуб
Сибірський кутозуб (Salamandrella keyserlingii) — вид земноводних з роду Саламандрелла родини Кутозубі тритони.

## Опис
Максимальна загальна довжина 162 мм (довжина тулуба 72 мм). З боків тулуба є 12—14 поперечних борозенок. Хвіст звичайно коротше тулуба, але іноді довше. Хоча зазвичай на задніх і передніх кінцівках по 4 пальці, іноді зустрічаються аномальні особини з п'ятьма або трьома пальцями. Вони помилково були навіть описані як окремий вид та різновид.
Зверху і з боків бурого кольору з різними переходами від золотавого до сіро——димчастого. Уздовж спини від голови до хвоста тягнеться широка світло—коричнева, іноді золотава смуга. Черево світле. У деяких особин на тулубі помітні дрібні темні цятки.

## Поширення
Сибірський кутозуб — досить звичайний вид, місцями з вельми високою чисельністю. Зустрічається на території Російської федерації (від уралу до Курильських острові, від Камчатки до Сахаліну), на о. Хоккайдо (Японія), у Монголії, у північній частині Корейського півострова, у Китайї (в Маньчжурії).

## Місця проживання
Найхарактерніші місця проживання — долинні, низинні ділянки із заплавами річок, болотами або невеликими озерами, де кутозуб зустрічається у лісах різного роду: у хвойних, березових, вільхових, змішаних і навіть іноді в широколистяних. Зустрічається також по долинах річок в ущелини, парках, околицях селищ і міст, вздовж залізниць, по краях придорожніх канав. Зустрічається на глибині до 50—120 см та на висоті до 2250 м над рівнем моря. Воліє заселяти затінені лісисті або чагарникові ділянки, але може траплятися і на відкритій місцевості. 

## Особливості біології

### Сезонна активність
Дорослі особини ведуть прихований спосіб життя, активний у сутінки і вночі, а вдень ховається під різного роду укриттями. На зимівлю йдуть у серпні-листопаді (в залежності від погоди і широти місцевості). Зимує в гнилих пнях, у труску, під купиною, в прикореневих порожнинах дерев, під опалим листям і навіть у ґрунті на городах, як правило, поодинці, але іноді і великими скупченнями. Зимівлі можуть розташовуватися поблизу водойми або на відстані до 200–500 м від нього. Зимівля триває від 5 до 8 місяців.
Личинки активні цілодобово. Навесні з'являється ще під час танення льоду або відразу після, у березні-червні в залежності від характеру весни і широти місцевості. Унікальною рисою виду є його здатність переносити низькі температури і бути активним при 0°С.

### Розмноження. Розвиток
Статева зрілість настає після другої зимівлі. Співвідношення статей близько до 1:1, але може змінюватися в залежності від сезону, біотопічного розподілу, інтенсивності міграції, рівня смертності. Через 1-2 доби після появи у водоймах (стоячих або слабопроточних) починає розмноження. Строки ікрометання дуже мінливі (від 2 до 4 тижнів) і на півночі зміщені на більш пізні дати. Для відкладання ікри вибираються мілководні, добре ділянки водойми з рослинністю, що добре прогріваються. Характерні своєрідні «шлюбні танці». Самці, обхопивши у воді гілочку або травинку, скоюють бічні рухи, головним чином, хвилеподібно згинається хвостом, намагаючись привернути самицю. Під час паровування самець обхоплює самицю спочатку хвостом знизу (як гачком), а потім кінцівками. Після появи ікряних мішків він запліднює ікру, випускаючи насінну рідину. Таким чином, запліднення зовнішнє (без сперматофор).
Кладка, що має вигляд двох спірально закручених у кілька оборотів мішків, з'єднаних разом (як переметна сумка), прикріплюється до гілки або стебла рослини, як правило, неглибоко у воді. Іноді кладки мають мішкоподібну або шаблеподібний форму без спіральної закрученості.
Після вимету мішки набухають, і їх розмір помітно змінюється. Розміри кладок сильно коливаються: ширина мішка дорівнює 6—32 мм, а його довжина коливається від 30 до 370 мм. В одному мішку перебуває від 14 до 170 ікринок (від 27 до 305 у кладці), мішки однієї і тієї ж кладки можуть сильно відрізнятися за кількістю містяться в них ікринок. Ікринки забарвлений у рівномірний сірувато—темний колір; розмір їх з оболонками близько 2,1—3,5 мм (власне яйцеклітини 1,7-2,7 мм).
Тривалість ембріонального розвитку залежить від температури води. Вилуплення личинок з мішків відбувається через 2—4 тижні і більше після ікрометання. Личинковий розвиток займає не менше 34—50 діб, зазвичай близько 2—3 місяця. У личинок добре розвинені зовнішні пір'ясті зябра, плавникова складка, а також балансери.
На кінцівках (3-палая стадія) між 1-м і 2-м пальцями з'являється довга веслоподібна шкірна лопать (плавничок). У ході подальшого розвитку балансери і лопаті зникають. Метаморфоза триває 2—3 діб. Довжина особин після метаморфози 20—60 мм вагою у 100–900 мг.
Максимальна тривалість життя у природі не менше 13 років.

### Живлення
У воді личинки живляться дрібними ракоподібними, молюсками і комахами. В їжі дорослих особин переважають комахи, молюски, дощові хробаки та інші безхребетні.